# Obsługa domen internetowych
Obsługa domen internetowych – zestaw usług internetowych związanych z domenami internetowymi, jak:
- hosting (goszczenie)
- udostępnianie serwerów
- rejestracja domen internetowych (potocznie sprzedaż) dla abonentów (potocznie właścicieli)
- cesja domeny
- rezerwacja domeny
- parkowanie domeny
- delegowanie domeny
- przypisanie (przywiązanie) domeny
- transfer domeny